# Wiesbaden
Wiesbaden, ou Viesbade,[carece de fontes?] é a capital e a segunda maior cidade (depois de Frankfurt) do estado federal alemão de Hesse. Wiesbaden situa-se na margem direita do rio Reno, em frente à cidade de Mainz, localizada no lado oposto do rio. Wiesbaden possuem cerca de 287 000 pessoas (dados de 30 de setembro de 2005). Wiesbaden, juntamente com as cidades de Frankfurt e Mainz, faz parte da região Reno-Meno Frankfurt, uma área metropolitana com uma população combinada de cerca de 5,8 milhões.
É uma cidade independente (kreisfreie Stadt).
Wiesbaden é uma das cidades termais mais antigas da Europa. Ela era chamada de Água dos Matíacos (em latim: Aquae Mattiacorum) em 121 pelos romanos. Os Matíacos eram uma tribo germânica que provou a região. O nome da cidade faz referencia à tribo e ás fontes termais. Em 1232 tornou-se uma cidade independente (Reichsstadt) do Sacro Império Romano-Germânico. Devido à sua participação nas revoltas da Guerra dos Camponesa Alemã de 1525, Wiesbaden perdeu todos os seus privilégios por mais de quarenta anos. Durante este tempo Wiesbaden tornou-se protestante. Em 1815, no Congresso de Viena, o Ducado de Nassau entrou para a Confederação Germânica. A capital de Nassau foi transferida de Veilburgo para Wiesbaden e a cidade se tornou a residência ducal. A expansão da cidade nesse período deu à cidade uma aparência magnífica. A maior parte do centro histórico de Wiesbaden remonta a esse tempo.
Em tempos Wiesbaden teve 27 nascentes de água quente, quinze das quais ainda estão fluindo hoje.
As forças armadas americanas estão presentes em Wiesbaden desde a Segunda Guerra Mundial. A U.S. 1st Armored Division foi sediada na base aérea de Wiesbaden, até que concluiu a mudança para Fort Bliss, no Texas em 2011.
É a décima cidade mais rica da Alemanha (2012), medindo em PIB per capita.